# هانس بيتر بيركر
هانس بيتر بيركر (بالألمانية: Hans-Peter Berger)‏ (28 سبتمبر 1981 بسالزبورغ في النمسا - ) هو لاعب كرة قدم نمساوي في مركز حراسة المرمى. شارك مع منتخب النمسا تحت 21 سنة لكرة القدم ومنتخب النمسا لكرة القدم. أما مع النوادي، فقد لعب مع أدميرا فاكر مودلينغ ولاسك لينتس ونادي ريد بل سالزبورغ ونادي ليتشويس وFC Juniors OÖ ‏ ونادي رييد وBSV Bad Bleiberg ‏ ونادي تيرول ونادي هارتبيرغ.

## وصلات خارجية
- هانس بيتر بيركر على موقع قاعدة بيانات كرة القدم.إي يو (الإنجليزية)
- هانس بيتر بيركر على موقع Soccerway.com (الإنجليزية)